# Associação de Futebol de Viseu
A Associação de Futebol de Viseu (AFV) é o organismo que tutela as competições, clubes e atletas do Distrito de Viseu.

## Sede
A Associação de Futebol de Viseu é sediada em Viseu no Apartado 135.

## Competições AF de Viseu
| Época   | Divisão Honra      | 1ª Divisão       | 2ª Divisão        | Taça             | Supertaça |
| ------- | ------------------ | ---------------- | ----------------- | ---------------- | --------- |
| 2024/25 |                    |                  |                   |                  |           |
| 2023/24 | Cinfães            | Carvalhais       | Cinfães           | ACDR Lamelas     |           |
| 2022/23 | ACDR Lamelas       | Vale Açores      | Cinfães           | ACDR Lamelas     |           |
| 2021/22 | Mortágua FC        | Vouzelenses      | Mortágua FC       |                  |           |
| 2020/21 | Ferreira de Aves   | Sampedrense      | -                 |                  |           |
| 2019/20 | -                  | -                | -                 | Castro Daire     |           |
| 2018/19 | Castro Daire       | Molelos          | Ferreira de Aves  | Silgueiros       |           |
| 2017/18 | Sp. Lamego         | Tarouquense      | Silgueiros        | Ferreira de Aves |           |
| 2016/17 | Ferreira de Aves   | Molelos          | Sp. Lamego        | Penalva Castelo  |           |
| 2015/16 | Moimenta Beira     | Canas Senhorim   | Penalva Castelo   | Oliv. Frades     |           |
| 2014/15 | Oliv. Frades       | Alvite           | Carregal do Sal   | Moimenta Beira   |           |
| 2013/14 | Moimenta Beira     | Tarouquense      | Paivense          | Lusitano FCV     |           |
| 2012/13 | Lusitano FCV       | Ferreira de Aves | Castro Daire      | Mortágua FC      |           |
| 2011/12 | Mortágua FC        | Mangualde        | Mangualde         | Satão            |           |
| 2010/11 | Sp. Lamego         | Castro Daire     | Mangualde         | Sátão            |           |
| 2009/10 | Sampedrense        | Viseu e Benfica  | Sernancelhe       | Sampedrense      |           |
| 2008/09 | Mangualde          | Carvalhais       | Castro Daire      | Mangualde        |           |
| 2007/08 | Cinfães            | Molelos          | Silgueiros        | Mangualde        |           |
| 2006/07 | Académico de Viseu | Canas Senhorim   | Resende           | Cinfães          |           |
| 2005/06 | Santacombadense    | Carvalhais       | Pinheiro Lafões   | Santacombadense  |           |
| 2004/05 | CD Tondela         | Santar           | Parada            | CD Tondela       |           |
| 2003/04 | Nelas              | Oliv. Douro      | Riodades          | CD Tondela       |           |
| 2002/03 | Santacombadense    | Molelos          | GD Sul            | Paivense         |           |
| 2001/02 | Cinfães            | Castro Daire     | Carvalhais        | Santacombadense  |           |
| 2000/01 | Cambres            | Mortágua FC      | Nandufe           | Santacombadense  |           |
| 1999/00 | Penalva Castelo    | Lusitano FCV     | Arguedeira        | Cambres          |           |
| 1998/99 | Vouzelenses        | Social Lamas     | Vale Açores       | Souselo          |           |
| 1997/98 | Nelas              | Sátão            | Unidos de Resende | Ferreira de Aves |           |
| 1996/97 | Cinfães            | Vouzelenses      | Canas Santa Maria | Sernancelhe      |           |
| 1995/96 | Mangualde          | UDC Sul          | Travanca          | Lusitano FCV     |           |
| 1994/95 | Cinfães            | Parada Gonta     | Ranhados          | Mangualde        |           |
| 1993/94 | Souselo            | Vouzelenses      | Repesenses        | Sernancelhe      |           |
| 1992/93 | Nelas              | Vale Açores      | Lobanense         | Nelas            |           |
| 1991/92 | Sp. Lamego         | Canas Senhorim   | Campia            | Sp. Lamego       |           |
| 1990/91 | Lusitano FCV       | Moimenta Beira   | Nespereira        | Sp. Lamego       |           |
| 1989/90 | Penalva Castelo    | Sp. Armamar      | Santar            | Ferreira de Aves |           |
| 1988/89 | Cinfães            | Resende          | Abrunhosense      | Moimenta Beira   |           |
| 1987/88 | Mortágua FC        | Sátão            | Britiande         | Mortágua FC      |           |
| 1986/87 | Sp. Lamego         | Carregal do Sal  | Queiriguenses     | Sernancelhe      |           |
| 1985/86 | CD Tondela         | Moimenta Beira   | Molelos           | Lusitano FCV     |           |
| 1984/85 | Sp. Lamego         | Cambres          | Pedreles          | Oliv. Frades     |           |
| 1983/84 | Penalva Castelo    | Paivense         | Boassas           | Penalva Castelo  |           |
| 1982/83 | Santacombadense    | Cabanas Viriato  | Nandufe           | Briosa Pextrafil |           |
| 1981/82 | Sp. Lamego         | Resende          | Cambres           | Silgueiros       |           |
| 1980/81 | Carvalhais         | GD Tabuaço       | S. João Pesqueira | Silgueiros       |           |
| 1979/80 | Oliv. Frades       | Silgueiros       | Ferreirós Dão     | Canas Senhorim   |           |
| 1978/79 | Penalva Castelo    | Carvalhais       | Sernancelhe       | -                |           |
| 1977/78 | Lusitano FCV       | Carregal do Sal  |                   | -                |           |
| 1976/77 | Sampedrense        | Oliv. Frades     | Sampedrense       |                  |           |
| 1975/76 | Mangualde          | Santacombadense  |                   |                  |           |
| 1974/75 | Viseu e Benfica    | Travanca         |                   |                  |           |
| 1973/74 | Lusitano FCV       | Viseu e Benfica  |                   |                  |           |
| 1972/73 | Penalva Castelo    | CD Tondela       |                   |                  |           |
| 1971/72 | Mangualde          | Vouzelenses      |                   |                  |           |
| 1970/71 | Mortágua FC        | Resende          |                   |                  |           |
| 1969/70 | Moimenta Beira     | Mangualde        |                   |                  |           |
| 1968/69 | Penalva Castelo    | Besteiros        |                   |                  |           |
| 1967/68 | Sp. Lamego         | Canas Senhorim   |                   |                  |           |
| 1966/67 | Lusitano FCV       | Viseu e Benfica  |                   |                  |           |
| 1965/66 | Sp. Lamego         | Molelos          |                   |                  |           |
| 1964/65 | Académico de Viseu | Sampedrense      |                   |                  |           |
| 1963/64 | Académico de Viseu | CD Tondela       |                   |                  |           |
| 1962/63 | Mortágua FC        | Penalva Castelo  |                   |                  |           |
| 1961/62 | Sp. Lamego         | Mangualde        |                   |                  |           |
| 1960/61 | Académico de Viseu | Vale Açores      |                   |                  |           |
| 1959/60 | Lusitano FCV       | Vale Açores      |                   |                  |           |
| 1958/59 | Académico de Viseu | Sp. Lamego       |                   |                  |           |
| 1957/58 | Académico de Viseu | Viseu e Benfica  |                   |                  |           |
| 1956/57 | Académico de Viseu | Santacombadense  |                   |                  |           |
| 1955/56 | Mortágua FC        | Mangualde        |                   |                  |           |
| 1954/55 | Sp. Lamego         | Carregal do Sal  |                   |                  |           |
| 1953/54 | Lusitano FCV       | Molelos          |                   |                  |           |
| 1952/53 | Académico de Viseu | Mortágua FC      |                   |                  |           |
| 1951/52 | Académico de Viseu | CD Tondela       |                   |                  |           |
| 1950/51 | Académico de Viseu |                  |                   |                  |           |
| 1949/50 | CD Tondela         |                  |                   |                  |           |
| 1948/49 | Viseu e Benfica    |                  |                   |                  |           |
| 1947/48 | Académico de Viseu |                  |                   |                  |           |

## Clubes nos escalões nacionais
Na época 2019–20, a Associação de Futebol de Viseu tinha os seguintes representantes nos campeonatos nacionais:
- Na Primeira Liga: Tondela
- Na Segunda Liga: Académico de Viseu
- No Campeonato de Portugal:
  - Série B: Lusitano de Vildemoinhos e Castro Daire

## Orgãos Sociais
Presidente :
José Alberto da Costa Ferreira
Conselho de Disciplina :
Presidente : Daniel Herlander Felizardo
Vice-Presidente : José Valentim da Cunha Oliveira
Conselho de Arbitragem :
Presidente : José Carlos Amaral Lopes
Vice-Presidente : Paulo Sérgio Fraga Cardoso
Conselho Técnico :
Presidente : José Luis Ferreira dos Santos
Vice-Presidente : José Manuel da Rocha Pinto